# زیلو (داغستان)
زیلو (به لاتین: Zilo) یک منطقهٔ مسکونی در روسیه است که در داغستان واقع شده‌است.